# Novos estados da Alemanha
Os novos estados federais da Alemanha (em alemão:  die neuen Bundesländer) são os cinco estados que integravam a antiga República Democrática Alemã, e com cuja extinção passaram a integrar a República Federal da Alemanha e os seus 10 estados durante a reunificação da Alemanha em 3 de outubro de 1990.
Os novos estados que tinham sido abolidos pelo governo da Alemanha Oriental em 1952 e que foram reestabelecidos em 1990 são Brandemburgo, Meclemburgo-Pomerânia Ocidental, Saxónia, Saxónia-Anhalt e Turíngia.
O estado de Berlim é o resultado da fusão entre Berlim Oriental e Berlim Ocidental e não costuma ser considerado como um dos novos estados, embora muitos dos seus residentes sejam ex-alemães orientais.
Desde a reunificação que a Alemanha é composta por 16 estados, com os novos estados com o mesmo estatuto legal que os estados antigos. Porém, o processo de "reunificação interna" entre a antiga Alemanha Oriental e a Alemanha Ocidental está ainda em curso.

## Cultura
As diferenças que persistem na cultura e na mentalidade entre a antiga Alemanha Oriental e a antiga Alemanha Ocidental refletem-se frequentemente em diversos aspetos. Os "Ossis" ("do leste") são estereotipados como racistas, pobres e em grande parte influenciados pela cultura russa. Já os "Wessis" ("ocidentais") são considerados geralmente snobs (aparentar ser de classe alta), desonestos e egoístas. O termo pode ser considerado ofensivo.
Em 2009, vinte anos depois da queda do Muro de Berlim, uma sondagem revelou que apenas 22% dos ex-alemães de leste (40% dos menores de 25 anos) se considera a si mesmo como "verdadeiro cidadão da República Federal". Cerca de 62% sente-se numa espécie de limbo, não se sentem cidadãos da Alemanha Oriental, nem plenamente integrados na Alemanha unificada. Cerca de 11% teriam preferido que o leste fosse uma nova Alemanha. Uma sondagem de 2004 mostrou 25% dos alemães ocidentais e 12% dos alemães do leste a desejar que a reunificação não tivesse ocorrido.
Algumas marcas das fábricas da Alemanha Oriental foram reativadas, apelando aos ex-alemães orientais que sentem nostalgia pelos bens com que cresceram, a chamada Ostalgie. Algumas marcas que têm revivido deste modo são a Rotkäppchen, que tem cerca do 40% do mercado alemão de champanhe, e a Zeha, o fabricante de calçado desportivo que equipa a maior parte das equipas desportivas da Alemanha Oriental e equipava também a equipa de futebol nacional soviética.
A pornografia e a prostituição, consideradas pelo governo como sinais da decadência burguesa, eram ilegais na República Democrática Alemã, e supõe-se que os alemães que cresceram durante os anos comunistas são sexualmente mais inibidos que os seus compatriotas ocidentais. No entanto, um melhor acesso à educação superior e emprego, juntamente com o aborto livre e as políticas anticoncetivas fez com que as alemãs do leste, em geral, sejam mais emancipadas em relação à sua vida sexual.
Mais crianças nascem fora do casamento no leste da Alemanha (57%) que no oeste da Alemanha (25%), e a diferença é ainda mais marcada se se comparar com os estados culturalmente conservadores da Alemanha Ocidental: os estados da Baviera e de Bade-Vurtemberga, onde a taxa é de 15%.